# Чадобец
Ча̀добец е река в Азиатската част на Русия, Среден Сибир, Красноярски край десен приток на река Ангара. Дължината ѝ е 647 km, която ѝ отрежда 113-о място по дължина сред реките на Русия.
Река Чадобец води началото си от южната част на Централното Тунгуско плато (южната част на Средносибирското плато), на 429 m н.в., в югоизточната част на Евенкския автономен окръг на Красноярски край. По цялото си протежение тече по южната част на платото в широка, силно заблатена и залесена долина, в горното течение на запад, в средното – на югозапад, а най-долното – на юг. В долоното течение има прагове и бързеи. Влива се отдясно в река Ангара, при нейния 414 km, на 133 m н.в., при село Заледеево.
Водосборният басейн на Чадобец има площ от 19,7 хил. km2, което представлява 1,9% от водосборния басейн на река Ангара и обхваща части от Красноярски край.
Границите на водосборния басейн на реката са следните:
- на запад – водосборния басейн на река Иркинеева, десен приток на Ангара;
- на север – водосборния басейн на река Подкаменна Тунгуска, десен приток на Енисей;
- на юг – водосборните басейни на река Кода и други по-малки десни притоци на Ангара;

Река Чадобец получава 58 притока с дължина над 15 km, като 3 от тях са дължина над 100 km и са само десни.
- 262 ← Терина 153 / 2340
- 229 ← Пуня 109 / 1730
- 100 ← Бива 106 / 1090

Подхранването на реката е смесено, като преобладава снежното, но е висок процентът и на дъждовното подхранване през лятото. Пълноводието е през май и юни, но са характерни и лятно-есенни високи води в резултата на обилните дъждове през този сезон. Среден годишен отток при село Яркино, на 133 km от устието 63 m3/s. Замръзва през октомври, а се размразява през май.
По течението на реката в са разположени само четири малки села.
В най-долното течение до село Юрохта е плавателна за малки съдове. Поради незамърсеността на водите ѝе богата на риба.